# Stephan von Nepi
Stephan von Nepi (lat. Stephanus Nepesinus)  (* um 868; † um 896) war Bischof der italienischen Gemeinde Nepi.

## Leben
Es ist nur Weniges über sein Leben bekannt.
Im Jahre 867 wurde er durch Kaiser Ludwig II. zusammen mit Johannes Hymmonides und Gauderich von Velletri aus Rom verbannt, jedoch auf Bitten Papst Hadrians II. zu Anfang des darauf folgenden Jahres begnadigt.
Später gehörte er zusammen mit Johannes Hymmonides und Anastasius Bibliothecarus zur päpstlichen Gesandtschaft am Vierten Konzil von Konstantinopel (869–870), auf dem unter anderem der Fall des Patriarchen von Konstantinopel Photios' I. verhandelt wurde. Dieser wurde einige Zeit später in Rom durch Hadrian im Beisein Stephans exkommuniziert und verdammt.
Vor dem Konzil von Konstantinopel (879–880) unterstützte er jedoch mit Billigung Papst Johannes' VIII. die Rehabilitierung Photios' I.